# Ван Венендал, Сари
Сари ван Венендал (нидерл. Sari van Veenendaal; род. 3 апреля 1990, Ньивегейн, Утрехт) — нидерландская футболистка, вратарь клуба ПСВ и капитан сборной Нидерландов. Чемпионка Нидерландов в составе женской футбольной команды «Твенте», обладательница Кубка Нидерландов в составе «Утрехта» и «Твенте». Победительница Чемпионата Европы по футболу среди женщин 2017 года.

## Биография
Сари ван Венендал родилась 3 апреля 1990 года в небольшом городке Ньивегейн неподалёку от Утрехта. Увлечение футболом с раннего детства привело к тому, что она вошла в основу молодёжной команды ВСВ «Вресвейк». В 2007 году в возрасте 17 лет подписала профессиональный контракт с клубом женским клубом «Утрехт». В составе этой команды в сезоне 2009/10 годов ван Венендал завоевала Кубок Нидерландов. В 2010 году после поступившего предложения от «Твенте» принимает решение сменить клуб. Вместе с «Твенте» ван Венендал четыре раза становилась золотым призёром чемпионата Нидерландов (сезоны 2010—2014 годов).
В 2015 году перешла из команды «Твенте» в английский «Арсенал». По заверениям менеджера клуба Педро Мартинез Лоза ван Венендал несмотря на свой молодой возраст обладала весомым международным опытом, что в целом поможет «Арсеналу» в борьбе за первые места. Вместе с «Арсеналом» в сезоне 2015/16 годов ван Венендал завоевала Кубок Англии.

### Карьера в сборной
Карьера в женской сборной Нидерландов по футболу для ван Венендал началась 7 марта 2011 года в матче Нидерланды-Швейцария (6-0) на Чемпионате Кипра по женскому футболу. Сари ван Венендал была вызвана в расположение сборной Нидерландов для участия в Чемпионате Европы по футболу среди женщин 2017 года. Во время турнира она отстояла на воротах все шесть матчей пропустив при этом 3 гола. В финале сборная Нидерландов обыграла соперников из Дании (4:2), а ван Венендал вошла в состав символической сборной турнира (Official UEFA Women’s EURO 2017 Best Eleven).

## Достижения

### Клуб
«Утрехт»
- Обладательница Кубка Нидерландов: 2009/10

«Твенте»
- Чемпионка Нидерландов: 2010/11
- Обладательница Суперкубка БеНе: 2012/13, 2013/14
- Обладательница Кубка Нидерландов: 2014/15

«Арсенал»
- Обладательница Кубка FA WSL: 2014/15
- Обладательница Кубка Англии: 2015/16

### Сборная
Нидерланды
- Победительница Чемпионата Европы 2017

### Индивидуальные
- Вошла в состав символической сборной чемпионата Европы среди женщин 2017 по версии UEFA